# Fenoplast

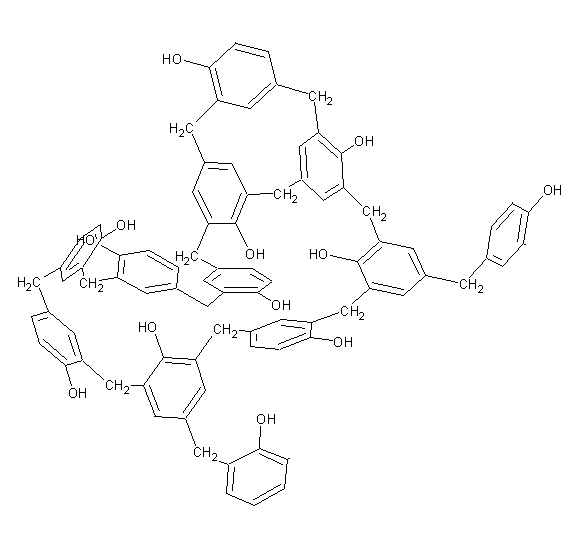
Structura bachelitei

Fenoplastele sunt materiale plastice obținute pe bază de rășini fenolaldehidice cu diverse materiale de adaos.
Fenoplastele sunt cunoscute sub numele de novolacuri, atunci când reacția de policondensare se efectuează în mediu acid, sau rezoli (bachelite), atunci când reacția are loc în mediu bazic.